# میشل کخ
میشل کخ (انگلیسی: Michel Koch؛ زادهٔ ۱۵ اکتبر ۱۹۹۱) دوچرخه‌سوار اهل آلمان است.
از باشگاه‌هایی که در آن بازی کرده‌است می‌توان به لیکویگاس اشاره کرد.